# Orden de la Torre y de la Espada
La Antigua y Muy Noble Orden Militar de la Torre y Espada, del Valor, Lealtad y Mérito (en portugués: Antiga e Muito Nobre Ordem Militar da Torre e Espada, do Valor, Lealdade e Mérito) es una orden militar instituida en 1459 por Alfonso V, Rey de Portugal, cuando se hizo dueño de Fez, en cuya ocasión creó veintisiete caballeros.
Juan VI, siendo Príncipe Regente, la restauró en Río de Janeiro el 8 de noviembre de 1808 y sus miembros son efectivos y honorarios. Su divisa es una cruz de esmalte blanco de cinco radios, orlados pometados de oro, descansando sobre unos círculos del mismo metal, reunidos y fajados con una banda de esmalte azul. En el radio superior hay una torre de oro de relieve, y en el centro un medallón del mismo metal.
En su anverso se puede ver el busto del fundador con un cerco azul en el que se lee el mote: Don Juan, Regente de Portugal, y Príncipe del Brasil; y en el reverso una corona y una espada en aspa y el mote valor y lealtad. La cinta es de color azul oscuro. La placa es una cruz de Malta de plata con seis brazos en escama con la torre de oro y el medallón del reverso de la cruz.

## Lista de condecorados

### Gran Collar
- Emilio Garrastazu Medici
- Isabel II del Reino Unido
- Francisco Franco
- Juan Carlos I de España
- António Ramalho Eanes
- Mário Soares
- Jorge Sampaio
- Aníbal Cavaco Silva

### Gran Cruz
- António José de Almeida
- Barón Pierre Emmanuel Félix Chazal
- Tomás António Garcia Rosado
- Antonio de Oliveira Salazar
- Juan de Dios Álvarez Mendizabal
- Baltasar Brum
- Miguel Primo de Rivera

### Gran Oficial
- António de Spínola

### Comendador
- Henrique Mitchell de Paiva Couceiro
- António Augusto dos Santos

| Cintas usadas en los uniformes | Cintas usadas en los uniformes | Cintas usadas en los uniformes | Cintas usadas en los uniformes | Cintas usadas en los uniformes | Cintas usadas en los uniformes |
| ------------------------------ | ------------------------------ | ------------------------------ | ------------------------------ | ------------------------------ | ------------------------------ |
| Gran Collar                    | Gran Cruz                      | Gran Oficial                   | Comendador o comendadora       | Oficial                        | Caballero o dama               |